# Jules Dansette
Pour les articles homonymes, voir Dansette.
Jules Dansette, né le 17 septembre 1857 à Armentières (Nord) et décédé le 30 mars 1917 à Paris (Seine) est un homme politique français.

## Biographie
Issu d'une importante famille de filateurs, il participe à la direction des usines familiales. Conseiller général du Nord de 1889 à 1917, il est député de la 4e circonscription de Lille de 1895 à 1917, siégeant au groupe de l'Action libérale. 
Il est le père de l'historien Adrien Dansette.

## Sources
- « Jules Dansette », dans le Dictionnaire des parlementaires français (1889-1940), sous la direction de Jean Jolly, PUF, 1960 [détail de l’édition]